# Careproctus batialis
Careproctus batialis és una espècie de peix pertanyent a la família dels lipàrids.

## Descripció
- Fa 16 cm de llargària màxima.[5][6]

## Hàbitat
És un peix marí i batidemersal que viu entre 1.225 i 2.300 m de fondària.

## Distribució geogràfica
Es troba al Pacífic nord-occidental: Rússia.

## Observacions
És inofensiu per als humans.